# Running Like the Wind
| Recensione              | Giudizio        |
| ----------------------- | --------------- |
| AllMusic                | [ 1 ]           |
| Sputnikmusic            | 3.8 (Excellent) |
| Dizionario del Pop-Rock | [ 3 ]           |
| 24.000 dischi           | [ 4 ]           |

Running Like the Wind è un album della The Marshall Tucker Band, pubblicato dalla Warner Bros. Records nel 1979.

## Tracce
Lato A
1. Running Like the Wind – 9:08 (Toy Caldwell)
2. Last of the Singing Cowboys – 4:14 (George McCorkle)
3. Answer to Love – 3:45 (Toy Caldwell)

Durata totale: 17:07
Lato B
1. Unto These Hills – 6:59 (Toy Caldwell)
2. Melody Ann – 5:26 (Tommy Caldwell)
3. My Best Friend – 4:57 (George McCorkle)
4. Pass It On – 3:45 (Toy Caldwell)

Durata totale: 21:07

## Musicisti
- Toy Caldwell - chitarra elettrica, chitarra acustica, chitarra steel
- George McCorkle - chitarra elettrica, chitarra acustica, banjo
- Doug Gray - voce solista, percussioni
- Jerry Eubanks - flauto, sassofono alto, sassofono tenore, sassofono baritono, accompagnamento vocale
- Tommy Caldwell - basso, accompagnamento vocale
- Tommy Caldwell - voce solista (brano: Melody Ann)
- Paul Riddle - batteria

Ospiti
- Steve Madaio - strumenti a fiato, arrangiamenti strumenti a fiato
- Gary Grant - strumenti a fiato
- Bill Reichenbach - strumenti a fiato
- David Leull - strumenti a fiato
- Gary Herbig - strumenti a fiato
- Chuck Leavell - tastiere